# Tlacotepec, Atlixtac
Tlacotepec är en ort i Mexiko.   Den ligger i kommunen Atlixtac och delstaten Guerrero, i den sydöstra delen av landet, 220 km söder om huvudstaden Mexico City. Tlacotepec ligger 2 389 meter över havet och antalet invånare är 149.
Terrängen runt Tlacotepec är huvudsakligen kuperad. Tlacotepec ligger uppe på en höjd. Runt Tlacotepec är det ganska glesbefolkat, med 43 invånare per kvadratkilometer. Närmaste större samhälle är Copanatoyac, 15,3 km öster om Tlacotepec. I omgivningarna runt Tlacotepec växer huvudsakligen savannskog.